# Korhosjärvi
Korhosjärvi är en sjö i Finland. Den ligger i kommunen Kihniö i landskapet Birkaland, i den sydvästra delen av landet, 250 km norr om huvudstaden Helsingfors. Korhosjärvi ligger 132,4 meter över havet. Arean är 1,61 kvadratkilometer och strandlinjen är 12,51 kilometer lång. Sjön  ingår i Kyro älvs huvudavrinningsområde.   I omgivningarna runt Korhosjärvi växer i huvudsak blandskog.
I övrigt finns följande i Korhosjärvi:
- Suosaari (en ö)